# Crux 92
Crux 92 je logická akční videohra z roku 1992. Vytvořil ji český vývojář Marek Trefný a vydala slovenská společnost Ultrasoft. Hra je určena pro ZX Spectrum a byla vytvořena v programu OCP Editora a v jazyce symbolických adres. Grafika pak vznikla s pomocí OCP Art Studio a Artist 2.
Děj je zasazen do souhvězdí Crux. Zde má kosmická loď IKERI najít nová naleziště Filia, které je hlavním prvkem 23. století. Problém nastane, když loď potřebuje doplnit zásoby. Pro takové účely jsou na menších planetách postaveny stavby upravující atmosféru tak, aby byla podobná té na Zemi. Tyto stavby jsou obsluhovány roboty nízké inteligence, kteří jsou podřízeni hlavnímu robotu. Na jedné z planet se však hlavní robot vzbouřil a postavil si obrovský šedesátipatrový ochranný komplex. Aby loď mohla přistát na této planetě a doplnit zásoby, musí hlavní hrdina zničit hlavního robota a aktivovat destrukční systém na každém podlaží.
Každý level je jedním podlažím. Hráč musí navést roboty, kteří se pohybují v kruhu, na jednu z min. Toho může dosáhnout měněním dráhy pomocí červených pohyblivých objektů. Po zničení robotů hráč ještě musí aktivovat destrukční systém, aby mohl do dalšího levelu.

## Přijetí
| Udělil | Skóre |
| ------ | ----- |
| Bit    | 91 %  |